# Conure de Hellmayr
Pyrrhura amazonum
Espèce
Statut de conservation UICN

 NT A4cd : Quasi menacé
Statut CITES
La Conure de Hellmayr (Pyrrhura amazonum) est une espèce d'oiseaux appartenant à la famille des Psittacidae, et devant son nom à son descripteur, l'ornithologue autrichien Carl Edward Hellmayr.

## Description
Cet oiseau mesure environ 22 cm de longueur pour une masse de 55 g.

## Répartition
Cet oiseau peuple le nord-est de la forêt amazonienne (Brésil).

## Habitat
Cette espèce peuple les milieux forestiers.